# Comuna de Chrząstowice
Chrząstowice (em alemão: Gemeinde Chronstau; anteriormente comuna de Chrząsty) é uma comuna rural na voivodia de Opole, no condado de Opole. Em 2006, a língua alemã foi introduzida na comuna como língua auxiliar.
A sede da comuna é Chrząstowice.
Segundo dados de 31 de dezembro de 2022, a comuna era habitada por 7 080 pessoas.

## Estrutura da superfície
Segundo dados de 2002, a comuna de Chrząstowice tem uma área de 82,31 km², incluindo:
- Terras agrícolas: 51%
- Área florestal: 42%

A comuna constitui 5,19% da área do condado.

## Demografia
Dados em 31 de dezembro de 2022:
| Descrição                         | Total     | Total | Mulheres  | Mulheres | Homens    | Homens |
| --------------------------------- | --------- | ----- | --------- | -------- | --------- | ------ |
| unidade                           | habitante | %     | habitante | %        | habitante | %      |
| população                         | 7 080     | 100   | 3 575     | 50,5     | 3 505     | 49,5   |
| densidade populacional (hab./km²) | 86,0      | 86,0  | 43,4      | 43,4     | 42,6      | 42,6   |

## Povoamento humano
Chrząstowice, Daniec, Dąbrowice, Dębie, Dębska Kuźnia, Falmirowice, Kamionka, Lędziny, Niwki, Suchy Bór, Zbick.

## Sołectwa
Chrząstowice, Daniec, Dąbrowice, Dębie, Dębska Kuźnia, Falmirowice, Lędziny, Niwki, Suchy Bór.

## Comunas vizinhas
Izbicko, Ozimek, Opole, Tarnów Opolski, Turawa.